# Tanarctus tauricus
Tanarctus tauricus är en djurart som tillhör fylumet trögkrypare, och som beskrevs av Jacqueline Renaud-Debyser 1959. Tanarctus tauricus ingår i släktet Tanarctus och familjen Halechiniscidae. Inga underarter finns listade i Catalogue of Life.